# Lamprochromus elegans
Lamprochromus elegans är en tvåvingeart som först beskrevs av Johann Wilhelm Meigen 1830.  Lamprochromus elegans ingår i släktet Lamprochromus och familjen styltflugor. Inga underarter finns listade i Catalogue of Life.